# Rajd Genewy 1957
Rajd Genewy 1957 (26. Rallye International de Geneve) – 26. edycja rajdu samochodowego Rajdu Genewskiego rozgrywanego w Szwajcarii. Rozgrywany był od 20 do 23 czerwca 1957 roku. Była to szósta runda Rajdowych Mistrzostw Europy w roku 1957.

## Klasyfikacja rajdu
| Miejsce                     | Kierowca                    | Pilot                       | Samochód                     | Czas                        | Strata                      |                             |
| Klasyfikacja generalna, ERC | Klasyfikacja generalna, ERC | Klasyfikacja generalna, ERC | Klasyfikacja generalna, ERC  | Klasyfikacja generalna, ERC | Klasyfikacja generalna, ERC | Klasyfikacja generalna, ERC |
| --------------------------- | --------------------------- | --------------------------- | ---------------------------- | --------------------------- | --------------------------- | --------------------------- |
| 1.                          | Massimo Leto di Priolo      | Salvatore Leto di Priolo    | Alfa Romeo 1900 TI           |                             | 0.0                         |                             |
| 2.                          | Stefan Brugger              | Walter Tiefenthaler         | DKW F 93                     |                             |                             |                             |
| 3.                          | Fausto Meyrat               | Robert Meyer                | DKW F 93                     |                             |                             |                             |
| 4.                          | Carlo Bornand               | Michelle Vouga              | Alfa Romeo GSV               | 0                           |                             |                             |
| 5.                          | Ruprecht Hopfen             | Horst Boes                  | Borgward Isabella TS         | 9                           | +8                          |                             |
| 6.                          | Egon von Westerholt         | Walther Scheube             | Alfa Romeo Giulietta Berlina | 11                          | +10                         |                             |
| 7.                          | Pierre Poncet               | Simone Poncet               | Jaguar Mk1 3.4               | 13                          | +13                         |                             |
| 8.                          | Georges-André Berger        | Eric Walter                 | AC Ace                       | 15                          | +14                         |                             |
| 9.                          | Richard Weiss               | Peter Falk                  | Borgward Isabella TS         | 16                          | +16                         |                             |
| 10.                         | Georges Decoppet            | André Wicky                 | Alfa Romeo Giulietta Berlina | 17                          | +17                         |                             |